# Ligeværd
Ligeværd er et udviklingsnetværk og talerør for borgere med særlige behov, der blev etableret i 1969. Organisationen arbejder for at skabe bedre og ligeværdige forhold for mennesker – især unge med særlige behov, begrundet i boglige, sociale, indlærings- og funktionsmæssige vanskeligheder. Ligeværd har fokus på vilkår og sammenhænge i alle livets forhold; herunder uddannelse, arbejde, bolig og fritid.

## Historie
I 1969 stiftede en række danskere med Fru Agnete Grenness i spidsen, Foreningen til Støtte af Sent Udviklede. Senere tog foreningen navneforandring til Landsforeningen Ligeværd. I alle disse år har en lang række borgere – forældre, lærere, kuratorer, politikere, erhvervsledere med flere ydet en indsats for at give mennesker med særlige behov bedre livsvilkår. 
Kristen Helveg Petersen er den enkeltperson, som har betydet mest for Ligeværds udvikling og virksomhed. 
Foreningsfællesskabet Ligeværd blev, på basis af Landsforeningen Ligeværd, dannet i 2007, og har et fællessekretariat beliggende i Aarhus. 
1. oktober 2009 tiltrådte tidligere minister og MF Marianne Jelved, som formand for Ligeværd. I 2013 overtog tidligere borgmester Jørn Lehmann formandsposten.

## Organisationer
Ligeværd består af følgende organisationer: 
- Landsforeningen Ligeværd
- Unge for Ligeværd
- Skolesammenslutningen – Ligeværd
- Foreningen af Uddannelsessteder – Ligeværd
- Bo- og Udviklingsfonden for borgere med særlige behov
- Netværket DHI Den Helhedsorienterede Indsats